# شربورن ويسلي بورنهام
شربورن ويسلي بورنهام (بالإنجليزية: Sherburne Wesley Burnham )‏ (و. 1838 – 1921 م) هو عالم فلك من الولايات المتحدة الأمريكية . وكان عضواً في الأكاديمية الأمريكية للفنون والعلوم .
توفي في شيكاغو، عن عمر يناهز 83 عاماً.

## جوائز
حصل على جوائز منها:
- الميدالية الذهبية للجمعية الفلكية الملكية (1894).